# Erysiphe euonymi-japonici
Erysiphe euonymi-japonici är en svampart som först beskrevs av Georges Viennot-Bourgin, och fick sitt nu gällande namn av U. Braun & S. Takam. 2000. Erysiphe euonymi-japonici ingår i släktet Erysiphe och familjen Erysiphaceae.   Inga underarter finns listade i Catalogue of Life.